# ダーダーサーヘブ・パールケー
ダーダーサーヘブ・パールケー（Dadasaheb Phalke  発音、1870年4月30日 - 1944年2月16日）は、インドのサンスクリット学者、映画製作者。名前は「ダーダーサーヘブ・ファールケー」とも表記される。「インド映画の父」として知られている。1913年に製作したデビュー作『ハリシュチャンドラ王』は、初のインド映画、初のマラーティー語映画、そして初の長編インド映画として知られており、1937年までの間に長編映画95本、短編映画27本を製作している。
1969年にパールケーの功績を称えるため、ダーダーサーヘブ・パールケー賞が創設された。この賞はインド映画において最も権威のある賞であり、インド映画において多大な貢献を果たした人物に贈られる。1971年には彼の功績を称えた記念切手がインド郵便局から発行された。2001年にはダーダーサーヘブ・パールケー・アカデミー・ムンバイが、インド映画への貢献を果たした人物を表彰するための名誉賞を創設している。

## 生涯

### 生い立ち
1870年4月30日、ボンベイ管区トリンバックのチトパヴァン（コンカンに居住するバラモン・コミュニティー）のマラーティー語話者家庭に生まれる。父ゴーヴィンド・サダシヴ（別名：ダジシャストリ）はサンスクリットの学者で宗教儀礼を司る神官として働き、母ドワールカバイは主婦だった。夫妻には3男4女の子供がおり、長兄シヴラームパントはパールケーより12歳年長で、ヴァドーダラーで働いていた。彼はジョワール藩王国のディーワーンを務め、1931年に63歳で死去した。次兄ラグナスラオは神官として働いていたが21歳で死去しており、パールケーは父からヤグナなどの宗教儀礼を教え込まれた。父ダジシャストリがウィルソン大学のサンスクリット語教授に任命されたことに伴い、一家はボンベイに移住した。パールケーはトリンバックで初等教育を修了した後、ボンベイの高等学校に入学した。
1885年にサー・ジャムシトジー・ジージブホイ美術学校に進学し、1年後に絵画コースを修了した。1886年初頭に長兄シヴラームパントと共にヴァドーダラーに移住し、同地でマラーティー語話者家庭の娘と結婚した。その後、ヴァドーダラー・マハーラージャ・サヤジラオ大学美術学部に入学し、1890年に油絵・水彩画コースを修了した。同年にフィルムカメラを購入し、撮影や現像、引き伸ばしなどの技術を学び始めた。1892年にはアフマダーバードで開催された産業展示会で自作の作品を出品して金メダルを授与された。パールケーの作品は高い評価を受け、彼は自身のファンから映画撮影用の「高価な」カメラをプレゼントされた。前年の1891年に網点、フォトリソグラフィなどの撮影技術を6か月間かけて学んだ。ヴァドーダラー・マハーラージャ・サヤジラオ大学長ガッジャールはパールケーをラトラムのバーブラール・ヴァルヴァルカルに師事するように勧め、彼のもとで暗室での印刷技術などを学んでいる。

### キャリア

#### 1893年 - 1910年
1893年、ガッジャールから大学内の写真スタジオと研究室の使用を許可されたパールケーは、「シュリ・パールケーズ・エングレービング&フォトプリンティング」と名乗り仕事を始めた。パールケーは様々な技術に精通していたものの仕事に恵まれず、収入を得られない家庭は困窮していた。このため、彼は1895年にプロの写真家になることを決め、ゴードラに移住した。しかし、同地でも仕事が軌道に乗らず、さらに1900年に流行した疫病で妻子を喪っている。妻子と死別後、パールケーは再びヴァドーダラーに戻り仕事を続けたが、「カメラに撮影されると魂が抜き取られる」という俗説が街中に広まっていたため、事業は軌道に乗らなかった。この俗説は王族にも広まっており、パールケーはガーイクワード家の王子を撮影しようとした際、「魂を抜き取られ短命になってしまう」として撮影を拒否されたことがある。王子は最終的に写真のメリットを訴え続けたパールケーの意見を聞き入れたが、彼の仕事を支援することはなかった。パールケーは新たに舞台の幕の柄を描く事業を始め、この仕事をきっかけに演劇製作の基礎的なトレーニングを受け、さらに舞台で端役に起用された。
このころ、パールケーはヴァドーダラーに巡業に来ていたドイツ人奇術師から手品を学び、この経験は後に映画製作でトリック写真を用いる際に役立った。1901年末、彼は「ケルファ教授(Professor Kelpha)」の名前を逆にした「パールケー(Phalke)」の名前を名乗り、奇術の公演を主催した。1902年にキルロスカル・ナータク・マンダリ経営者の姪ギリジャ・カランディカルと結婚し、彼女は名前を「サーラスワティ」に改名した。1903年にインド考古調査局の写真家・製図家に起用されるが、仕事内容に満足できなかったため1906年に辞職し、R・G・バンダルカルを共同経営者に迎えてロナヴラに「パールケー・エングレービング&プリンティング・ワークス」を設立した。同社は主にラヴィ・ヴァルマが所有する絵画の複写を手掛けていたが、その後は網点のブロック作成や3色印刷などの作業も手掛けるようになった。事業の拡大に伴い拠点をボンベイに移転し、1908年後半からはバンダルカルに代わりプルショータム・マヴジが共同経営者になり、社名を「ラクシュミー・アートプリンティング・ワークス」に改名した。1909年にパールケーはドイツ帝国を訪れ、作業に必要なカラー印刷機を購入した。事業は飛躍的な成長を遂げたが、次第にマヴジと経営方針の相違が目立つようになりパートナシップを解消している。

#### 1911年 - 1917年

##### 映画との出会いとロンドン訪問
ラクシュミー・アートプリンティング・ワークス解散後、パールケーは複数の投資家から共同経営の話を持ち掛けられるが、全て辞退している。1911年4月14日にパールケーは息子バールチャンドラを連れてボンベイ・ギルガオンにあるアメリカ・インディアン・ピクチャー・パレスで『Amazing Animals』を鑑賞した。スクリーンで動物を見ることに衝撃を受けたバールチャンドラは、帰宅後に母サーラスワティに映画館での体験を伝えた。しかし、家族の誰もがバールチャンドラの話を信じなかったため、パールケーは翌日に家族全員を連れて再び映画館を訪れた。その日は復活祭であり、映画館では『Amazing Animals』の代わりにアリス・ギイの宗教映画『キリストの生涯』（1906年）が上映されていた。パールケーは同作を鑑賞中、劇中に登場したイエス・キリストを見ながらラーマとクリシュナを主人公とした映画の構想を思いつき、映画産業への進出を決意した。
『キリストの生涯』鑑賞後、パールケーは1年かけて映画に関するカタログ、書籍、機器をヨーロッパから取り寄せて研究した。彼は小型のフィルムカメラとリールを購入し、蝋燭の灯をレンズに当て、壁に映像を投影する方法で夜に映画を上映するようになり、毎晩4時間から5時間かけて映画を鑑賞するようになった。そのため、パールケーは睡眠時間を犠牲にして目に負担をかけた挙句、白内障を発症してしまう。さらには周囲からの反対を押し切り鑑賞を続けたことで、視力の低下に拍車をかけることになった。しかし、眼科医プラバカール博士が3組から4組の眼鏡を使い治療を施したことで、パールケーの視力は回復した。パールケーは映画製作の技術を学ぶためにロンドンへの留学を考えたが、渡航資金を集めることができなかった。ヤシュワントラオ・ナドカルニ、アーバーサーヘブ・チトニスの協力を得て、1万2000万ルピーの保険契約を担保にして1万ルピーの費用を集めた。1912年2月1日にロンドンに向けて出発した。
パールケーはロンドンのピカデリーサーカスの側で「バイオスコープ・シネ＝ウィークリー」誌の看板を見かけた。彼は同誌の購読者であり、編集者ケプバーンに面会してロンドン訪問の理由を伝えたが、ケプバーンはイギリスでの失敗経験を基にインドでの映画製作に反対し、同時にインドの気候が映画製作には不向きであることも示唆した。しかし、彼はパールケーの熱意に感銘を受け、ウォルトン・スタジオのセシル・ヘプワースを始めとする映画監督やプロデューサーを紹介した。事情を聞いたヘプワースは、パールケーがスタジオの全ての部門の見学と撮影のデモンストレーションを行うことを許可した。パールケーはケプバーンとヘプワースの助言を受けて、ウィリアムソン・カメラを50ポンドで購入し、コダックの生フィルムと穿孔機を注文した。パールケーは2週間ロンドンに滞在して1912年4月1日にインドに戻り、同日「パールケー・フィルムズ・カンパニー」を設立した。

##### 『ハリシュチャンドラ王』と監督デビュー
ロンドンから帰国後、パールケーは映画を撮影するための広大な土地を探し始め、パールケー一家はチャルニ・ロードのイスマーイール・ビルからダダルのマトゥラ・バワン・バンガローに移住した。彼はバンガローの敷地内に小さなガラス部屋を作り、映像を処理するための暗室を準備した。ロンドンで注文した映画製作機器は1912年5月にボンベイに到着し、4日以内に機器の配置を完了した。同時にパールケーは家族に映画製作の技術を教え、カメラと映写機の動作テストのため近隣の子供たちを題材に撮影を行った。撮影結果に満足したパールケーは長編映画製作の資金を集めるため短編映画の製作を決意した。彼はエンドウ豆を鉢の上に置き、その前にカメラを設置して1日1フレームを1か月間かけて撮影し、エンドウ豆が成長する姿をカメラに収めた。撮影されたフィルムは『Ankurachi Wadh』（訳：エンドウ豆の成長）として製作され、ヤシュワントラオ・ナドカルニとナラヤーンラオ・デーヴァレはパールケーのために資金を提供した。
パールケーはハリシュチャンドラを長編映画の題材に選び、脚本の執筆を始めた。同時にインドゥ・プラカーシュなどの新聞にスタッフ・キャストの募集広告を掲載した。しかし、ヒロイン役に応募する女優がいなかったため、男優がヒロイン役を演じることになった。主人公ハリシュチャンドラ役にはD・D・ダーブケー、ヒロインのタラマティ役にはパールケーはアンナ・サルンケーが起用された。ハリシュチャンドラとタラマティの息子ローヒタシュヴァ役には、パールケーの息子バールチャンドラが起用された。パールケーは監督、プロデューサー、脚本、プロダクションデザイン、編集、フィルム処理を担当し、トリンバク・B・テラングが撮影監督を務めた。撮影は6か月27日間で終了し、1100メートルのフィルムと4リールを使用した。
1913年4月21日にボンベイのオリンピア・シアターでプレミア上映が行われ、5月3日にコロネイション・シネマトグラフ&ヴァラエティ・ホールで公開された。『ハリシュチャンドラ王』は興行的な成功を収め、同作はインド映画産業の基礎を築いた。同作は歴史家からインドで最初の長編映画と見なされている。一方で、1912年5月18日に公開された『Shree Pundalik』が最初のインド映画であり、同作の監督ダーダーサーヘブ・トルネこそが「インド映画の父」とする意見もある。しかし、同作は22分の短編映画であり、かつ撮影スタッフはイギリス人で映像処理もロンドンで行われているため、『ハリシュチャンドラ王』が最初のインド映画とする意見が大勢を占めている。インド政府も『ハリシュチャンドラ王』を最初のインド映画に認定している。
『ハリシュチャンドラ王』の成功後、パールケーはナーシクに移住した。彼は次回作の題材としてナラとダマヤンティの恋愛物語を選んだ。しかし、プリプロダクション完了後も撮影に進めなかったため、新たにモヒニとバスマスラを題材にした『Mohini Bhasmasur』の製作を開始した。同時期にチッタカルシャク・ナタク・カンパニーがナーシクを訪れ、パールケーは同社社長ナグナスラオ・ゴークレーに同社の女優2人の起用を持ち掛けた。その結果、ドゥルガバーイ・カマトがパールヴァティー役、彼女の娘カムラバーイ・ゴーカレーがモヒニ役に起用され、母子はインド映画に出演した最初のインド人女優となった。フィルムは995メートル使用され、同作は1914年1月2日にオリンピア・シアターで公開された。また、短編コメディ映画『Pithache Panje』が「サイド・アトラクション」として上映された。その後、パールケーはサヴィトリとサティアヴァンを題材にした『Satyavan Savitri』の製作を開始した。1120メートルのフィルムが使用され、同作は1914年6月6日に公開された。これらの作品も『ハリシュチャンドラ王』に並ぶ興行的な成功を収めた。

##### ロンドン再訪と『ランカー炎上』
パールケーは3本の映画の成功により、製作のために作った借金を完済した。彼の製作した映画はインド国内の劇場興行主からフィルムの注文が殺到し、その反響を見たパールケーは3万ルピーの電子機器を購入し、1914年8月1日に映画3本を持ちロンドンに旅立った。ケプバーンはロンドンでのパールケー作品の上映を手配し、上映された作品は技術的に高い評価を得た。ヘプワースを始めとするイギリス人映画製作者はパールケーにイギリスでの映画製作を依頼した。ヘプワースはパールケーの再訪前にすでにインド映画の製作を企画しており、インド人スタッフ・キャストの渡英費用と滞在費、給与の支払いを申し出ており、さらにパールケーに月給300ポンドと映画の収益の20%を報酬として提示した。しかし、パールケーはヘプワースのオファーを断っている。また、ワーナー・ブラザースとの間で200枚のフィルム缶の売買契約を結ぶことになったが、正式な契約を結ぶ直前に自身の映画スタジオの深刻な問題を耳にしたため、急遽インドに戻ることになった。
インドに戻ったパールケーは、第一次世界大戦の影響で映画スタジオの財務状況が悪化している事実に直面した。投資家たちからは融資の停止とスタジオの閉鎖を要求されるが、彼はヤシュワントラオ・ナドカルニとアーバーサーヘブ・チトニスにロンドンで購入した機器の輸入費用の融資を求めた。これに対し、2人は要求額の半分を提供することを約束した。一方、パールケーは第一次世界大戦による物資不足で十分な量のフィルムが確保できなくなり、短編映画の製作に方針を転換した。彼は映画スタジオを担保に融資を受け『Raja Shreeyal』の製作を開始したが、複数の理由により製作は中断された。パールケーは新たな映画を製作するため、資金を得るためにスワデーシー運動に参加した。また新聞への広告掲載やチラシの配布などの宣伝活動も行ったが、この宣伝に反応を示したのは3人だけだった。このうちの1人は「Dainik Sandesh」紙に投書し、パールケーが加入を希望していた全インド自治同盟の指導者たちに協力を訴えた。指導者の1人であるバール・ガンガーダル・ティラクは訴えに応じてパールケーの映画製作を支援しようとしたが、途中で断念している。1916年から資金を集めるための巡業を始め、各地の藩王国で映画を上映した。アウンド藩王国の藩王から1000ルピーの融資、インドール藩王国の王女から5000ルピーの融資と1500ルピーの上映料を提供された。
ボンベイからナーシクへの移転の途中で『ハリシュチャンドラ王』のネガフィルムが消失したため、パールケーは「ほぼ同じ脚本、キャスト、その他全て」を用いて再撮影を行い、897メートルのフィルムを使用した『Satyavadi Raja Harishchandra』を製作し、1917年4月3日にプネーのアーリヤーン・シネマで公開された。同時に投資家向けに映画製作のプロセスを解説したドキュメンタリー映画『How Movies Are Made』を製作したが、投資の役には立たなかった。1917年5月にナーシクで開催されたボンベイ州協議会に出席し、そこでバール・ガンガーダル・ティラクがパールケーへの支援を呼びかけた。また、G・S・カーパルデーの求めに応じて彼のスタジオを訪問している。
ティラクの呼びかけにより十分な資金を集めたパールケーは、『ランカー炎上』の製作を開始した。映画は『ラーマーヤナ』に登場するランカー島を題材にしており、フィルム910メートル、3リールを使用した。同作は1917年9月17日にアーリヤーン・シネマで公開された。主人公ラーマとシーターはアンナ・サルンケーが2役演じており、彼はインド映画で初めて1人2役を演じた俳優とされている。ボンベイのウェストエンド・シネマでは10日間で3万2000ルピーの収益を上げた。映画史家アムリート・ガンガルによると、劇場で集められた硬貨は麻袋に詰められて去勢された牛の荷車で運び出されたという。同作の興行的な成功により、パールケーは借金を全額返済することができた。

#### 1918年 - 1922年

##### ヒンドゥスタン・シネマ・フィルムズ・カンパニー

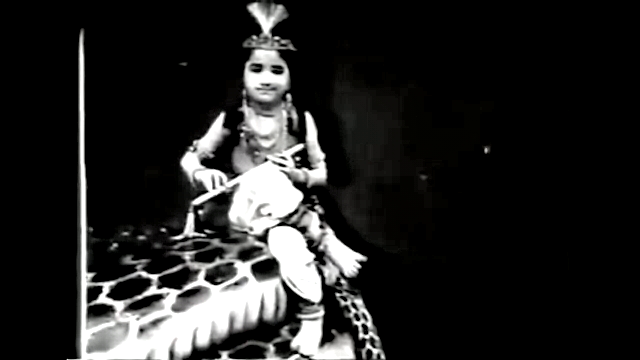
『クリシュナの誕生』のマンダーキニー（クリシュナ役）

『ランカー炎上』の成功後、パールケーは多くの事業家から共同経営の話を持ちかけられた。ティラク、ラタンジ・タータ、シェス・マンモハンダス・ラムジが資本を集めてパールケーに接触し、資本金30万ルピーの株式会社「ヒンドゥスタン・シネマ・フィルムズ・カンパニー」を設立した。その後、資本金は15万ルピー追加され、パールケーが10万ルピー相当の株式を所有し、利益の75%が他の株主に分配されることになった。しかし、この内容はパートナーシップ証書の条項によって正式決定には至らなかった。パールケーはファトマ・ビーガムからの10万ルピーの提携の申し出を断り、最終的にボンベイに拠点を置く繊維産業との提携の申し出を受け入れた。1918年1月1日に「パールケー・フィルムズ・カンパニー」は「ヒンドゥスタン・シネマ・フィルムズ・カンパニー」に社名を変更し、ワーマン・シュリーダール・アープテーがマネージング・パートナー、パールケーがワーキング・パートナー、ラクシュマン・バールワント・パタク、マヤシャンカル・バット、マダヴジ・ジーシン、ゴーカルダス・ダモダルがファイナンシャル・パートナーに就任した。
ヒンドゥスタン・シネマ・フィルムズ・カンパニー設立後に『クリシュナの誕生』が製作され、パールケーの6歳の娘マンダーキニーが主人公クリシュナ役に起用された。同作はフィルム1700メートル、6リールが使用され、1918年8月24日にムンバイのマジェスティック・シネマで公開された。映画は興行的な成功を収め、30万ルピーの収益を上げた。次作としてクリシュナのカーリヤ退治を題材にした『クリシュナの水蛇退治』を製作し、1919年5月3日にマジェスティック・シネマで公開された。同作はフィルム1800メートル、6リールが使用され、10か月間上映されて興行的な成功を収めた。

##### 映画業界からの引退
ヒンドゥスタン・シネマ・フィルムズ・カンパニーが製作した『クリシュナの誕生』『クリシュナの水蛇退治』は興行的な成功を収めたが、経営陣の間には対立が生じていた。パールケーは経営陣が映画製作に干渉することを好まず、経営陣はパールケーが映画製作に多大な時間と費用を使うことに不満を抱いていた。パールケーはヒンドゥスタン・シネマ・フィルムズ・カンパニーからの退職を決意するが、社内の支持者からはパートナー契約の条項を理由に思い留まるように説得された。彼の契約は15年間と定められており、途中で退職した場合は15万ルピーの利益が配分されず、逆に5万ルピーを会社に支払う必要が生じることになっていた。残留についての交渉が不調に終わった後、経営陣はパールケーの同僚たちに彼の後任になるようにアプローチした。彼らは『ハリシュチャンドラ王』以来パールケーと親交があり、彼から様々な製作部門のノウハウを教え込まれていた。彼らのうち、ママ・シンデ、アンナ・サルンケー、ガジャナン・セーン、トリンバク・B・テラング、ダッタトレーヤ・テラング、ナート・テラングは経営陣との間に新たな契約を結んだ。対立が激化すると、パールケーは会社を辞職して家族と共にヴァーラーナシーに移住した。彼は映画業界からの引退を表明し、「Navyug」紙に記事を寄稿して自身の意見を表明した。

##### 劇作家への挑戦
ヴァーラーナシーに滞在中、パールケーはいくつかのヒンディー語演劇を鑑賞した。演劇を手掛けたキルロスカル・ナータク・マンダリの劇作家ナラヤーン・ハリ・アープテーや経営幹部はパールケーの友人であり、パールケーは彼らと演劇、映画、音楽、文学について語り合った。彼らと語り合う中でパールケーは演劇の脚本を書きたいという意思を伝え、2か月半かけてマラーティー語演劇『Rangbhoomi』の脚本を執筆した。同作は当時の演劇を風刺した内容だった。パールケーはヴァーラーナシーで開催された全インド国民会議派委員会に出席していたティラクとカーパルデーに面会し、完成した脚本を読み聞かせた。2人はパールケーの脚本に感激し、パールケーはプネーのアーリヤーン・シネマで演劇のリハーサルを1年間かけて行った。
複数の演劇会社から上映権の購入を打診されたが、最終的にバリワラ・シアターが上映権を獲得し、1922年にボンベイで上演された。脚本は第7幕まであったため、パールケーは1日目に4幕、翌日に3幕を上演する2部構成にした。『Rangbhoomi』はボンベイ、プネー、ナーシクの3都市でのみ上演された。同作は7万5000ルピーの費用が投じられたが好評は得られず、「自己満足」と酷評された。

#### 1922年 - 1937年

##### 映画業界への復帰

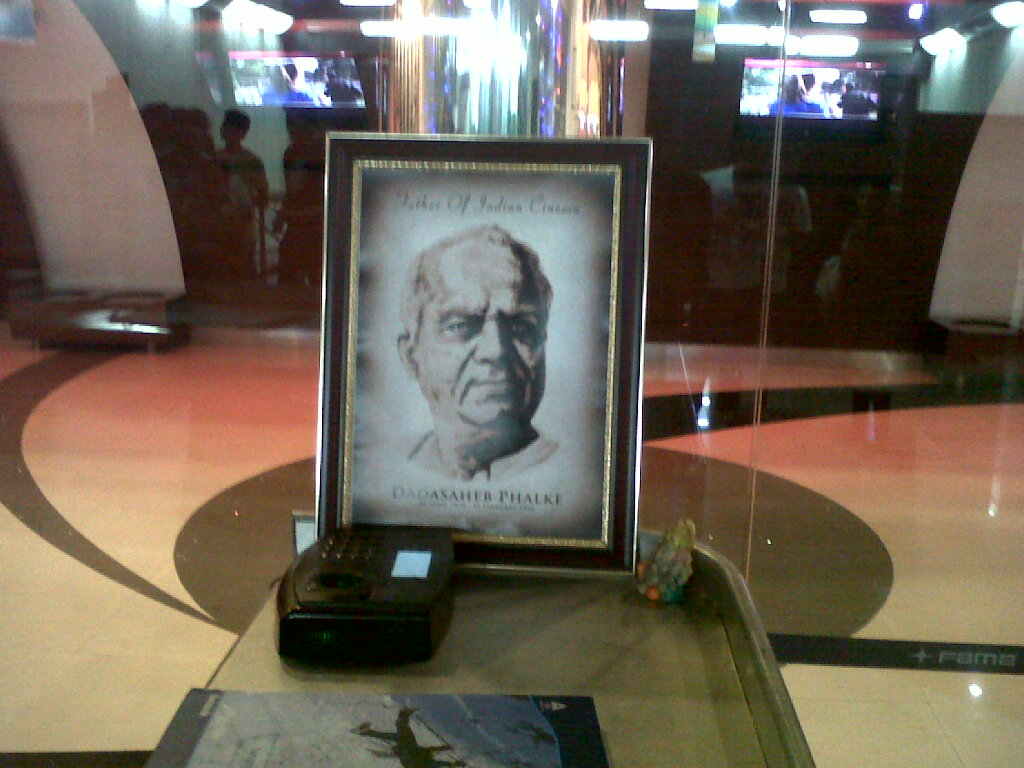
プネーの映画館に展示されているパールケーの肖像画

映画業界からの引退後、複数の人々がパールケーに復帰するように説得した。ジャムシェドジー・フラムジ・マダンからはマダン・シアターに勧誘されるが、パールケーは申し出を断っている。「Sandesh」紙の編集者アキウト・コルハトカルはパールケーに手紙を送り、映画業界への復帰を呼びかけたが、パールケーは「私は映画業界においてすでに死んでおり、戻る意思はありません」と返答している。コルハトカルは「ダーダーサーヘブ・パールケーは死んだ」と題して彼の手紙を紙面に掲載した。これに対し、数人の購読者がパールケーの復帰を求める意見書を「Sandesh」紙に送付した。コルハトカルは送付された手紙を紙面で公開し、パールケーに手紙を送付した。手紙を読んだパールケーは、ナーシクに戻る決意を固めた。
ヒンドゥスタン・シネマ・フィルムズ・カンパニー退職後、同社のプネー支社「バーラト・フィルム・カンパニー」が廃業したため、パールケーの生活は困窮した。彼がナーシクに戻るという知らせを聞いたヒンドゥスタン・シネマ・フィルムズ・カンパニーのワーマン・シュリーダール・アープテーは、マネージング・パートナーを兼任しているアルマン・シネマの所有者バープサーハバ・パタックの助けを借り、パールケーを製作主任兼技術顧問としてヒンドゥスタン・シネマ・フィルムズ・カンパニーに再雇用するように手配した。パールケーは申し出を受け入れ、月給1000ルピーで同社に復帰した。
パールケーは復帰作『Sant Namdeo』を製作し、1922年10月28日に公開された。彼は1929年までヒンドゥスタン・シネマ・フィルムズ・カンパニーで監督を務めたが、かつてのようなヒット作を生み出すことはできなかった。経営陣との溝は埋まらず、1929年までの間に2回同社を離れた。最初に戻った時には月給500ルピーを提供されたが、2回目に戻った際には月給250ルピーに減額された。この間に4人の経営パートナーが辞職したため、責任はパールケーに集中した。一方のパールケーは会社が課した製作費の上限を嫌い自力で製作費を調達しようとしたが、アープテーが許可しなかったため、パールケーはヒンドゥスタン・シネマ・フィルムズ・カンパニーを辞職した。

##### トーキー映画の登場と凋落
パールケーは新会社「パールケー・ダイアモンド・カンパニー」の設立を決意し、ヒンドゥスタン・シネマ・フィルムズ・カンパニー時代の経営パートナーであるマヤシャンカル・バットに接触した。マヤシャンカルは製作費として5万ルピーの提供に同意したが、「予算内で映画を完成させる」という条件を提示した。パールケーは条件を受け入れ、『Setubandhan』の製作を開始し、ハンピ、マドラス、ラトナギリでロケーション撮影を行った。しかし、完成前に予算が底をつき、マヤシャンカルからは追加の製作費の提供を拒否されてしまう。パールケーは製作費を確保するため資本家たちと接触するため、1年間撮影を休止した。
ヒンドゥスタン・シネマ・フィルムズ・カンパニーのワーマン・シュリーダール・アープテーは『Setubandhan』の撮影セットを見学してパールケーへの支援を約束し、同時に両社の合併を提案した。パールケーはヒンドゥスタン・シネマ・フィルムズ・カンパニーに戻り、同社の元でボンベイのインペリアル・フィルム・スタジオで撮影を再開し、『Setubandhan』は製作開始から2年かけて完成された。ヒンドゥスタン・シネマ・フィルムズ・カンパニーは設立から15年が経ったため、アープテーは契約満了を理由に解散を決定した。同作が完成した時点で映画界にはトーキー映画が登場しており、1931年3月14日にインド初のトーキー映画『アーラム・アーラー』が公開されていた。サイレント映画として製作された『Setubandhan』は上映館の確保に難航したが、1932年に公開が実現した。『アーラム・アーラー』の監督アルデシール・イラニは『Setubandhan』に音声を付けるようにパールケーに提案し、提案を聞き入れたパールケーはイラニのスタジオで4万ルピーかけてヒンディー語の台詞を吹き替えた。同作は1934年に再上映されたものの、興行的には成功しなかった。

##### 最後の映画製作
1934年12月、パールケーはコールハープル藩王国のラージャーラーム3世から彼の所有する映画会社「コールハープル・シネトーン」でのトーキー映画製作を依頼される。彼はラージャーラーム3世からの依頼を断ったが、再び映画製作の依頼を受けた。最終的にパールケーは依頼を受け入れ、脚本執筆費1500ルピーと月給450ルピーを提供された。友人のナラヤーン・ハリ・アープテーが脚本執筆を補佐し、ヴィシュワナート・ジャーダーヴが作曲、パールケーが作詞を手がけた。25万ルピーの製作費と2年の歳月をかけて製作された『Gangavataran』は、1937年8月6日にボンベイのロイヤル・オペラ・ハウスで公開された。同作はパールケーが製作した唯一のトーキー映画であり、公開後に高齢を理由に映画業界から引退した。

### 晩年
パールケーはナーシクで隠居生活を送り、1944年2月16日に同地で死去した。

## 主なフィルモグラフィ
- ハリシュチャンドラ王（1913年）

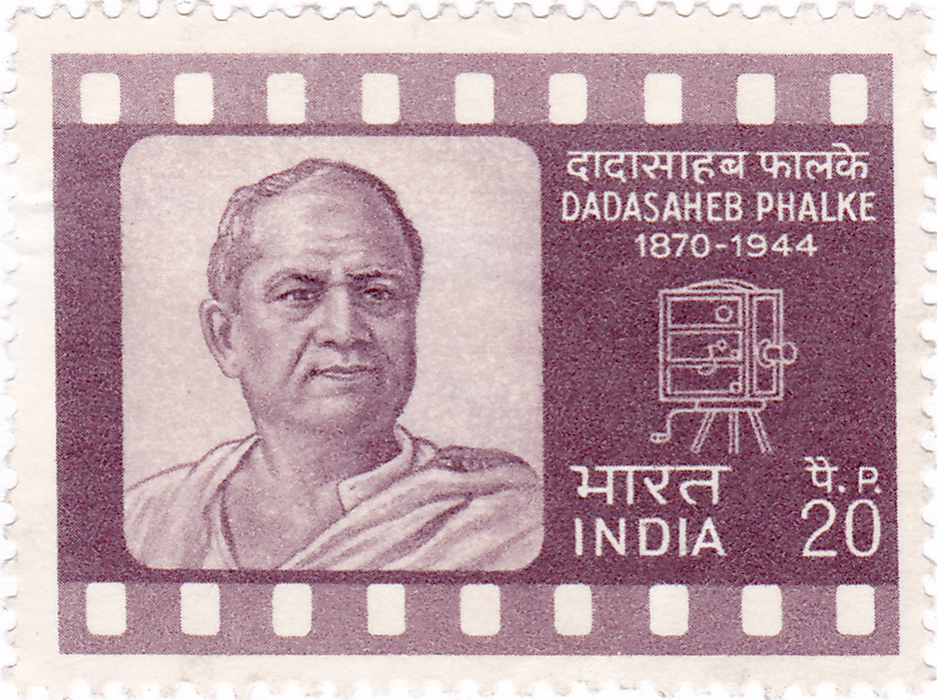
パールケーの記念切手

- Mohini Bhasmasur（1913年）
- Satyavan Savitri（1914年）
- ランカー炎上（1917年）
- クリシュナの誕生（英語版）（1918年）
- クリシュナの水蛇退治（1919年）
- Buddhadev（1923年）
- Setu Bandhan（1932年）
- Gangavataran（1937年）

## 大衆文化
2009年、『ハリシュチャンドラ王』を製作するパールケーを描いたマラーティー語映画『ハリシュチャンドラの工場』が公開された。同作はパレーシュ・モーカーシーが監督を務め、アカデミー外国語映画賞インド代表作品に選出された。
2018年4月30日、Googleはパールケー生誕148周年を記念したGoogle Doodleがデザインされ、インド、カナダ、オーストラリア、ニュージーランドで紹介された。